# آن كوفيل
آن كوفيل (ولدت في 9 أغسطس 1950) هي عداءة كندية. شاركت في سباق 400 متر نساء في الألعاب الأولمبية الصيفية لعام 1968.

## روابط خارجية
- آن كوفيل على موقع أوليمبيديا (الإنجليزية)